# Élisée
Pour les articles ayant des titres homophones, voir Élizé et Élysée.
Pour les articles homonymes, voir Élisée (homonymie).
אלישע
Compléments
Contemporain des rois d'Israël Joram, Jéhu, Joachaz, Joas et du prophète Élie
Élisée (en hébreu : אלישע (Elisha), qui signifie « mon Dieu est le salut » ; en arabe : اليسع (Ilyās)) est un prophète de la Bible hébraïque et l'Ancien Testament, dont l'activité est décrite dans le Deuxième Livre des Rois. Son nom vient de l'hébreu El Yasha que l'on peut traduire par « Dieu a aidé ». À une époque troublée où les rois d'Israël successeurs de Salomon s'adonnaient à l'idolâtrie et à la débauche, Élie et Élisée ne cessaient de rappeler à ces derniers qu'ils devaient se détourner des divinités étrangères, Baal et Astarté, et retourner au culte du seul vrai Dieu. 
Il est fêté le 14 juin par les catholiques et les orthodoxes,.

## Élisée dans la Bible hébraïque
Après une brève mention dans le Premier livre des Rois où l'on voit Élie désigner Élisée comme son disciple, il n'est plus fait référence à Élisée avant le chapitre 2 du Deuxième livre des Rois où Élie est enlevé par « un char de feu » dans un tourbillon. Il s'ensuit le récit des actions d'Élisée et des différents miracles qu'il accomplit jusqu'au chapitre 9. Enfin, sa mort et son enterrement sont racontés à la fin du chapitre 13.
Il succède à Élie, sous le règne de Joram fils d'Achab, roi d'Israël. Il a exercé son rôle de prophète à partir de la montée au ciel (dans un « char de feu ») d'Élie (-927 , -850) pendant environ 50 ans (ou 66 d'après le Seder Olam), dans le royaume d'Israël, sous les règnes successifs de Joram, de Jéhu, de Joachaz et de Joas. Sa mission s'est orientée principalement envers les Israélites mais également vers quelques païens. Il est mort (« à un âge avancé ») vers -800.
D'après la tradition, Élisée avec son serviteur Guéhazi auraient demeuré un certain temps dans les grottes du Mont Carmel pour qu'Élisée y vive en ermite et instruise ses disciples. Le passage du second livre des Rois montrant la femme sunamite allant sur le mont Carmel pour chercher le prophète semble confirmer cette tradition.

### Histoire et tradition

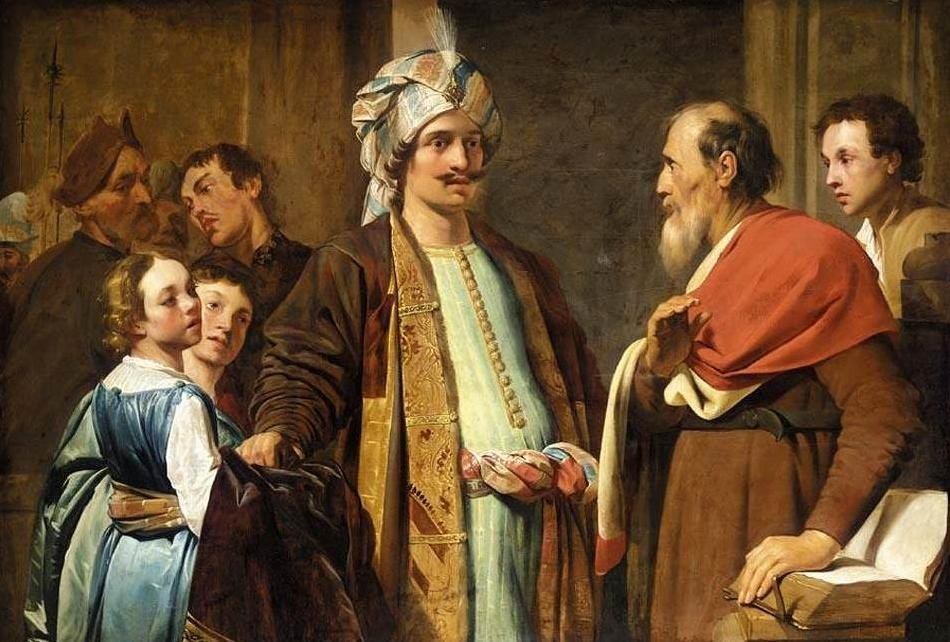
Élisée refuse les présents de Naaman, par Pieter de Grebber (1630)

Il était fils de Shaphat (en), riche cultivateur d'Abel-Méhula dans la vallée du Jourdain. Lorsqu'Élie le rencontre, Élisée laboure son champ avec 12 autres personnes guidant chacune une paire de bœufs (1 Rois 19,19).
Élie, sur ordre de YHWH Dieu d'Israël, prend Élisée comme disciple en jetant son manteau sur les épaules d’Élisée. Élisée quitte tout pour suivre Élie et se mettre à son service. Dans ce livre biblique, nous ne trouvons plus de référence à Élisée avant le chapitre 2 du Deuxième livre des Rois, dans l'épisode où Élie est enlevé par « un char de feu » dans un tourbillon. Le texte nous indique alors qu'Élisée reste seul avec le manteau d’Élie,.
Élisée va alors réaliser de nombreux miracles, montrant ainsi qu'il est bien « un prophète de Dieu ».
Le premier miracle réalisé par Élisée sera d'ouvrir le Jourdain en deux en frappant les eaux avec le manteau d'Élie, rééditant le miracle réalisé par Élie quelques heures auparavant. Ce signe sera le révélateur pour les autres prophètes hébreux que « l'esprit d'Élie repose sur lui ».
Peu de temps après, il maudit des enfants qui s'étaient moqués de sa calvitie. Deux ourses sortent alors de la forêt et déchirent quarante-deux d'entre eux,.
A Jéricho, il assainit les eaux d'une source « polluée » en y jetant du sel.
Lorsque Josaphat, roi de Juda, part en guerre avec le roi d'Israël et le roi d'Édom, contre le roi de Moab, et que leurs troupes souffrent de la soif, Élisée, à la demande de Josaphat, fait gonfler les eaux d'un torrent (à sec) pour abreuver les hommes et les chevaux. Il prophétise également la victoire militaire sur le roi de Moab.
Une femme, dont on ne sait rien sinon qu'elle fait partie des « femmes des fils des prophètes » fait un jour appel à Élisée car devenue veuve, un créancier menace de prendre ses deux fils pour les vendre comme esclaves afin de rembourser sa dette. Élisée va alors multiplier l'huile qu'elle possède pour lui permettre de payer sa dette en sauvant ses fils.
Un jour, alors qu'il passait dans la ville de Shounem, Élisée fut invité par une habitante à partager un repas. Dès lors, il s'y rendit régulièrement, puis la femme lui fit construire une chambre pour l'accueillir. Apprenant qu'elle n'avait pas de fils et que son mari était âgé, Élisée lui promit qu'elle enfanterait un fils l'année suivante. Le fils naquit et grandit mais un jour, il mourut sur les genoux de sa mère à la suite d'une douleur à la tête. La Shounamite l'étendit sur le lit d’Élisée, puis décida d'aller à la rencontre du prophète au mont Carmel. Comprenant son malheur, Élisée la suivit jusque chez elle. Là, il s'enferma avec l'enfant et pria, puis réchauffa son corps en s'étendant sur lui. Il réitéra cette opération ; alors l'enfant éternua sept fois et ouvrit les yeux. Plus tard, Élisée protègera à nouveau cette femme de la famine en lui annonçant l'arrivée d'une sécheresse durant 7 années et l'invitant à fuir la ville. Elle y revient sept ans plus tard et retrouve tous ses biens avec l'aide du serviteur d’Élisée.
De passage à Guilgal, Élisée va nourrir la population qui souffre de la faim avec l'aide de son serviteur et en multipliant des pains d'orge.
Le miracle le plus célèbre d’Élisée est peut-être la guérison de « Naaman, chef de l’armée du roi d'Aram », qui souffrant d'une sorte de lèpre, vient, sur les conseils d'une de ses servantes, voir le roi d'Israël pour obtenir une guérison. Élisée, sans le recevoir en personne, l'envoie se laver sept fois dans le fleuve Jourdain. D'abord surpris par la réaction du prophète, Naaman, part se laver dans le Jourdain et guérit. Naaman revient vers Élisée pour lui remettre de somptueux cadeaux qu’Élisée refuse. Mais Guéhazi, le serviteur d’Élisée, tente de profiter de la situation : il rattrape Naaman et lui demande, au nom de son maître un don d'argent. Naaman dupé se montre très généreux envers Guéhazi, qui de retour chez son maître cache l'argent et ment à son maître qui a deviné son action. En punition de sa cupidité et de son mensonge, Élisée condamne son serviteur à porter la lèpre de Naaman, tandis que Naaman épouse le judaïsme d'Élisée.

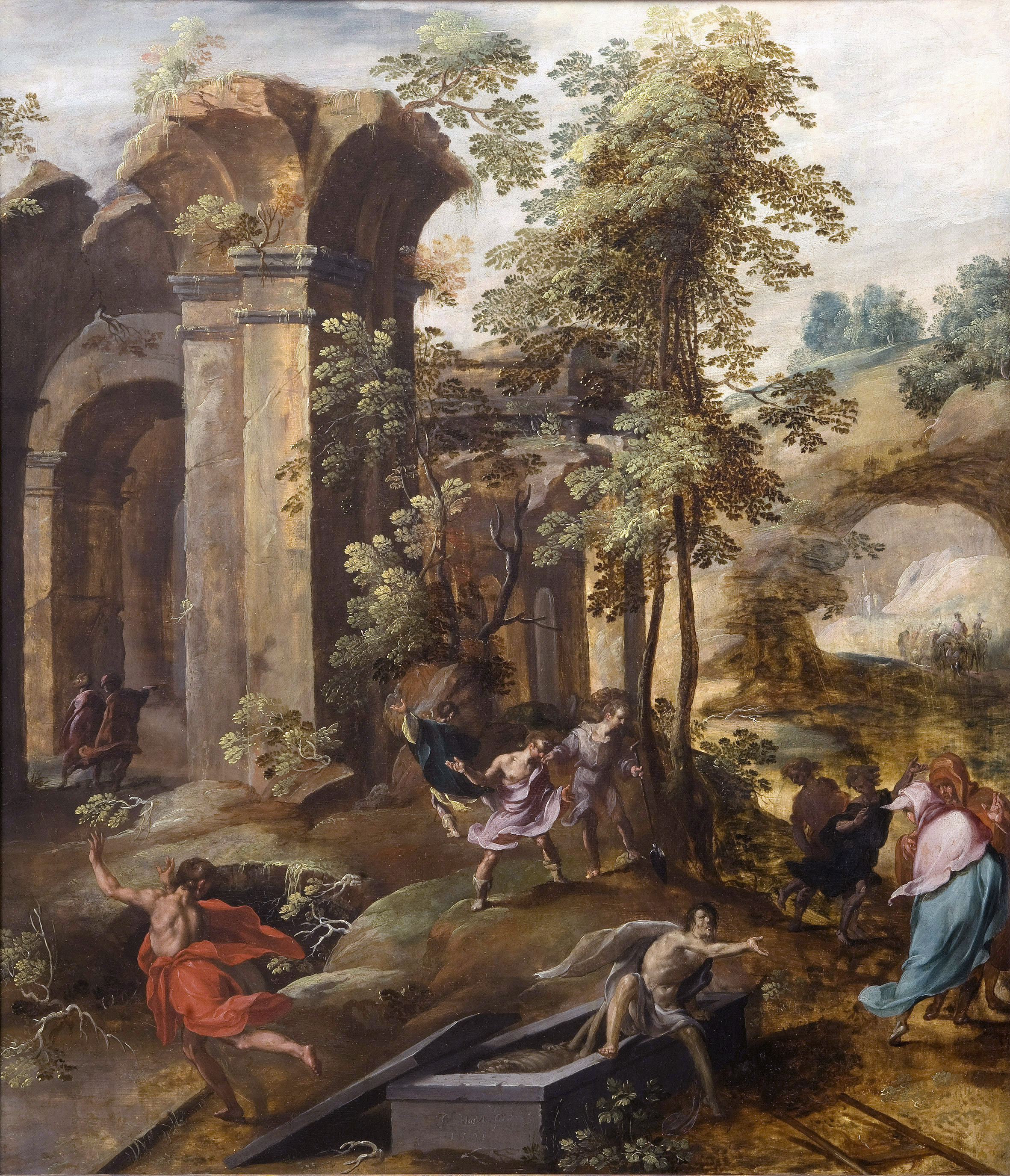
Le miracle sur la tombe d’Élisée. (Jan Nagel, 1596)

Le roi d'Aram part à nouveau en guerre contre le roi d'Israël ; Élisée, grâce à des visions, donne de nombreuses fois la position des armées ennemies à son roi, évitant ainsi leurs pièges. Finalement, le roi d'Aram tente de capturer Élisée, mais celui-ci fait capturer la troupe ennemie. En protégeant ces hommes et les faisant traiter avec respect, Élisée met fin à la guerre sans effusion de sang.
Plus tard, Ben-Hadad II, roi d'Aram, lance une nouvelle campagne contre le roi d'Israël. Dans la ville assiégée et souffrant cruellement de la famine, Élisée prophétise la victoire sur l'ennemi le lendemain, et la fin de la famine. Conformément à sa prophétie, le peuple va se nourrir dans le camp ennemi, abandonné par les troupes durant la nuit.
En période de guerre civile en Israël, alors que les rois d'Israël abandonnent YHWH pour d'autres dieux, Élisée fait sacrer Jéhu, fils de Josaphat (du pays de Galaad) roi d'Israël, alors qu'Achab règne encore sur Israël. Jéhu part alors prendre le pouvoir en éliminant Achab et Jézabel, conformément à la prophétie d’Élie,.
Élisée, devenu vieux, tombe malade. Le roi Joas d'Israël vient le visiter et Élisée lui fait une dernière prophétie de sa victoire contre le royaume d'Aram. Élisée est mis dans un tombeau, et un an plus tard, Élisée réalise un dernier miracle en ressuscitant un homme mort, qui a été mis (en catastrophe) dans son tombeau et dont le corps a touché ses ossements

### Autres références bibliques
Élisée est également cité dans l'Ecclésiastique (ou Siracide) : 
« Élie (à la vérité) fut dérobé par le tourbillon, mais (et) Élisée a été rempli de son esprit. Pendant sa vie, il ne redouta pas les (aucun) prince(s), et nul ne triompha de lui par sa puissance. Rien (Aucune parole) ne le domina jamais, et (même) après sa mort son corps prophétisa. Pendant sa vie il fit des prodiges (extraordinaires), et après sa mort il opéra des merveilles. »

## Christianisme

### Nouveau Testament
Contrairement au prophète Élie, Élisée n'est cité qu'une seule fois dans l'Évangile selon Luc, par Jésus de Nazareth, répondant à ses détracteurs : « Et il y avait plusieurs lépreux en Israël au temps d’Élisée le prophète ; et aucun d’eux ne fut rendu purifié, sinon Naaman, le Syrien. »,.

### Vénération
Dans les Églises orthodoxe et catholique, il est vénéré comme un saint .
Jean Damascène a composé un cantique en l'honneur d'Élisée, et une église a été construite à Constantinople en son honneur.
Dans l'Église catholique et dans l'Église luthérienne d'Amérique, sa fête est fixée le 14 juin. Dans l'Église orthodoxe et dans les Églises catholiques orientales cette fête peut tomber le 27 juin du fait du décalage entre le calendrier julien et le calendrier grégorien moderne,. 
L'empereur romain Julien (361-363) donna l'ordre de brûler les reliques des prophètes Élisée, Abdias et Jean le Baptiste, mais la tradition rapporte que ces reliques furent sauvées par des chrétiens et qu'une partie d'entre elles ont été transférées à Alexandrie. Aujourd'hui, les reliques d'Élisée reposent dans le monastère copte orthodoxe de Saint-Macaire de Scété en Égypte. À la suite de travaux de rénovation sous le mur nord de l'église des reliquaires ont été découverts. La présence de ces reliques est confirmée dans des documents du XIe et XVIe siècles retrouvés dans la bibliothèque du monastère.

## Islam
Élisée (arabe : اليسع) est cité deux fois dans le Coran mais celui-ci ne fournit aucune information sur ce personnage excepté son inscription parmi les prophètes. L'identification de cette figure coranique s'appuie sur les récits bibliques et rabbiniques.
Néanmoins, l'obscurité du texte coranique sur ce personnage a créé des difficultés d'interprétation. Il est parfois identifié, par les commentateurs, comme l'un des gardiens de l'Arche d'Alliance, dans l'histoire de Samuel. D'autre l'identifient à l'initiateur de Moïse. Dans le chiisme, son récit a même été mélangé à celui d'Élie par Ibn Bâbûya pour construire la figure d'Idris.

## Galerie

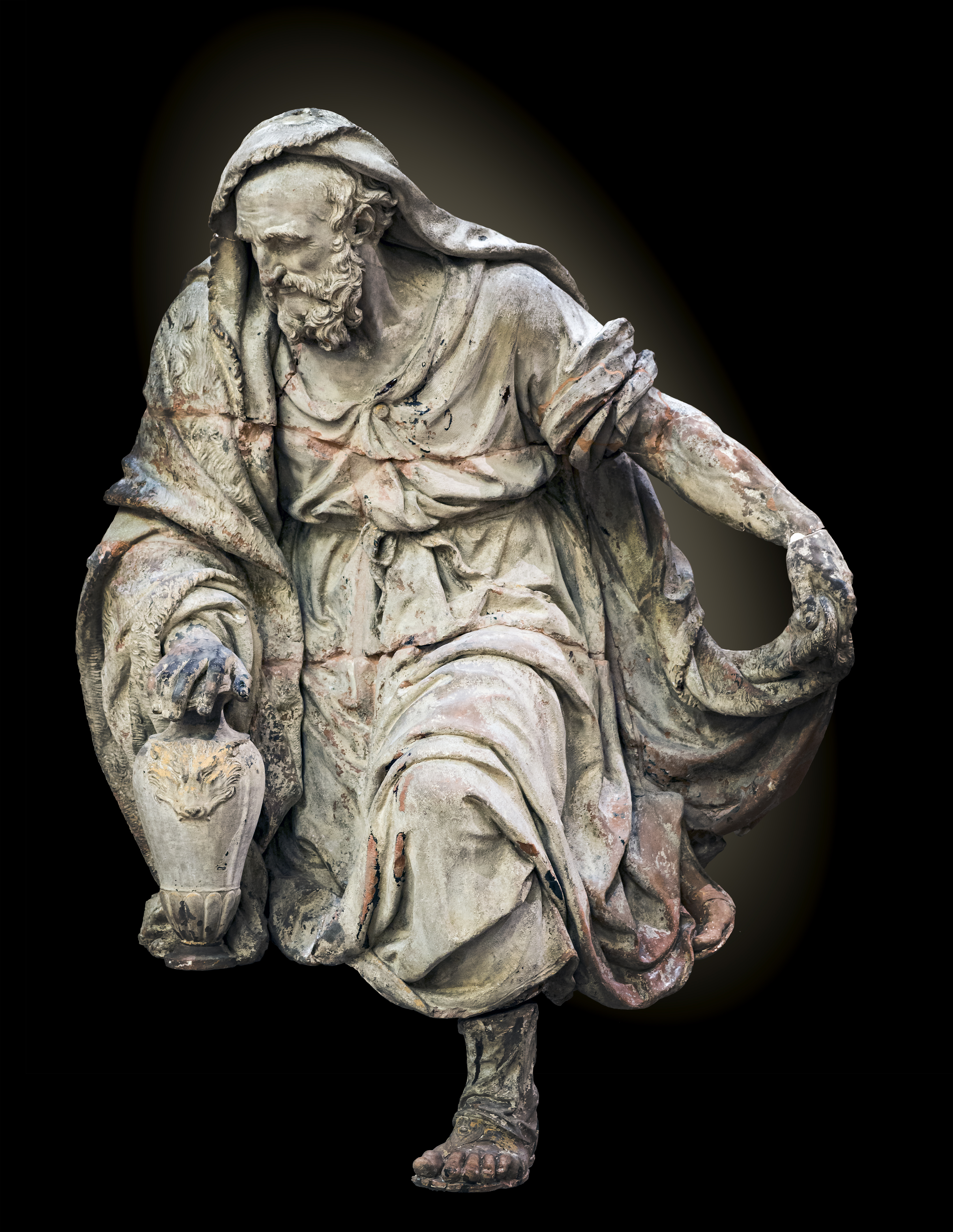
Élisée  par Marc Arcis
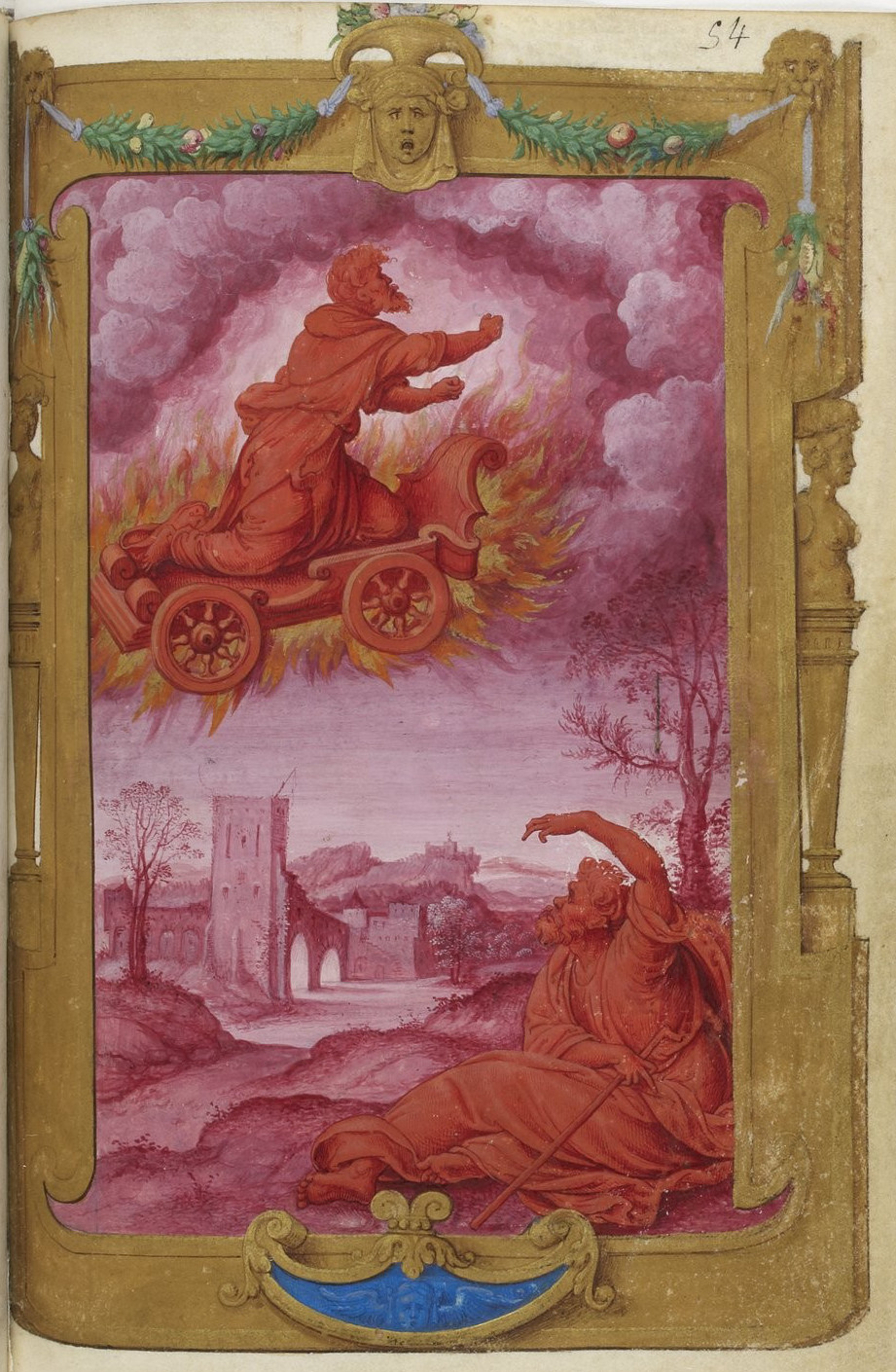
L'Ascension d'Élie devant Élisée, Livre d'heures de Henri II.
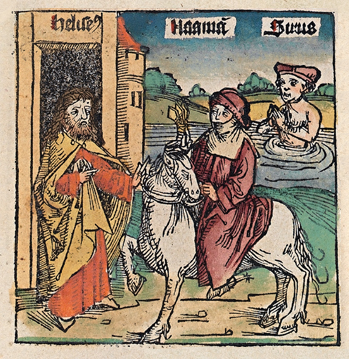
Élisée dans La Chronique de Nuremberg, 1493.
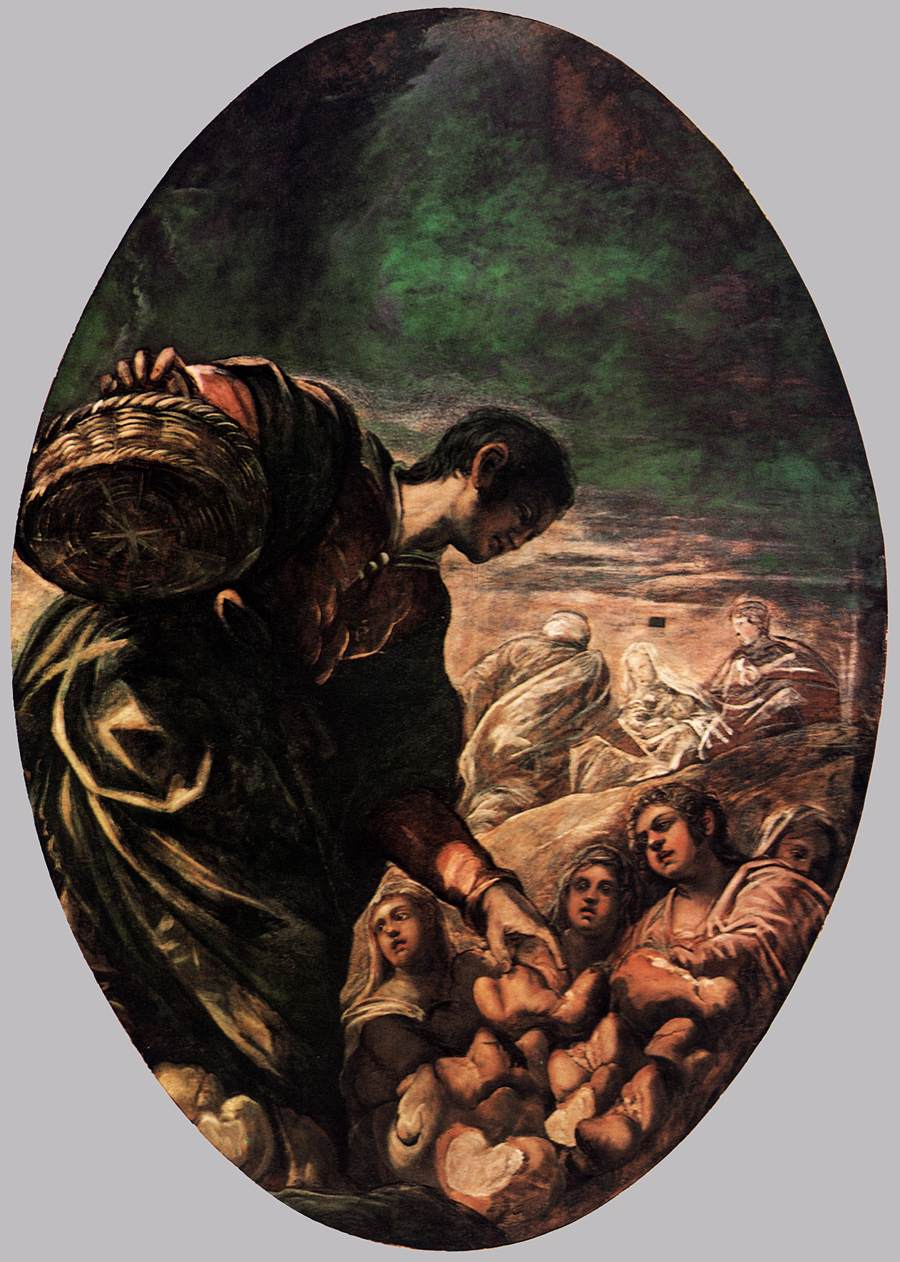
Élisée multipliant les pains par Tintoret, 1577-78.
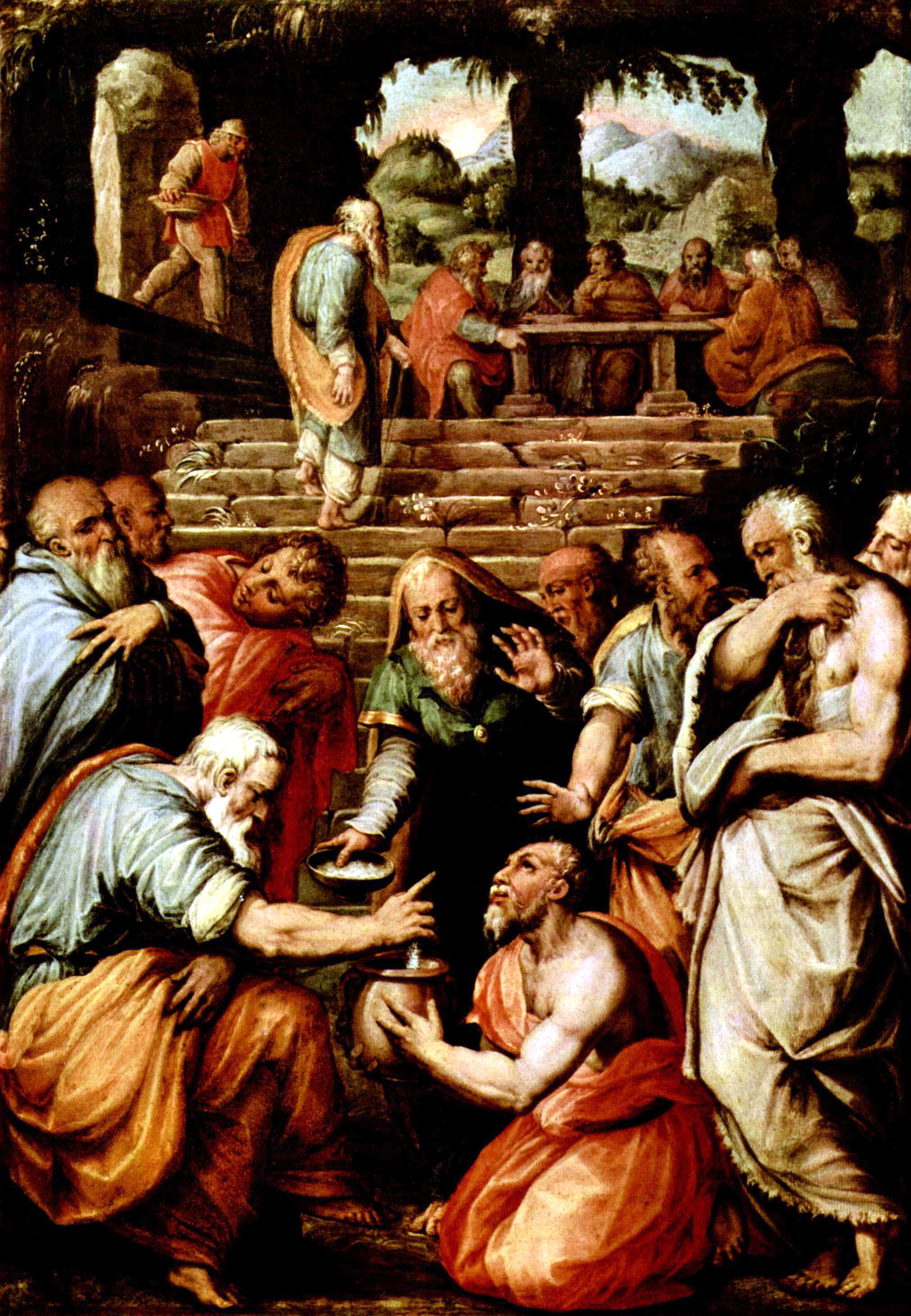
Le Prophète Élisée par Giorgio Vasari, 1566 (galerie des Offices, Florence).
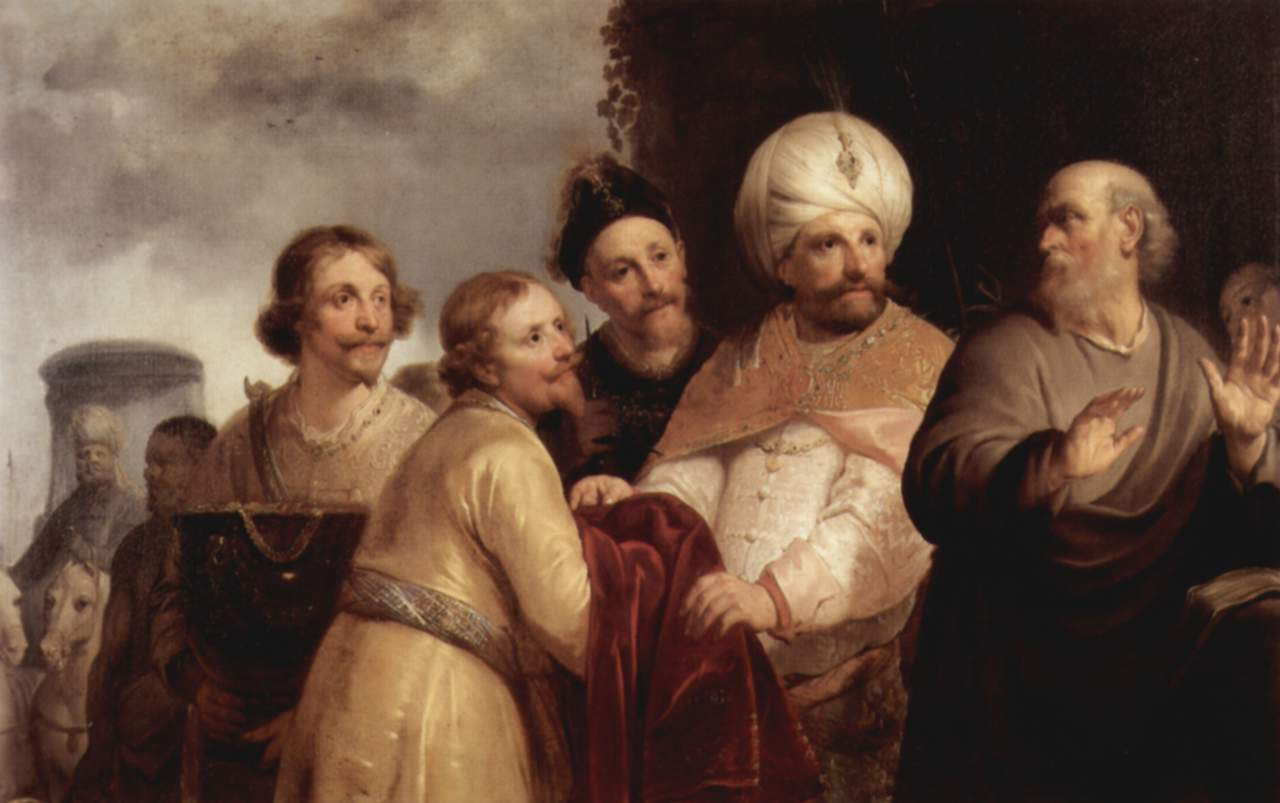
Élisée refusant les cadeaux de Naaman par Pieter Franszoon Grebber, 1637 (Haarlem, Musée Frans Hals).
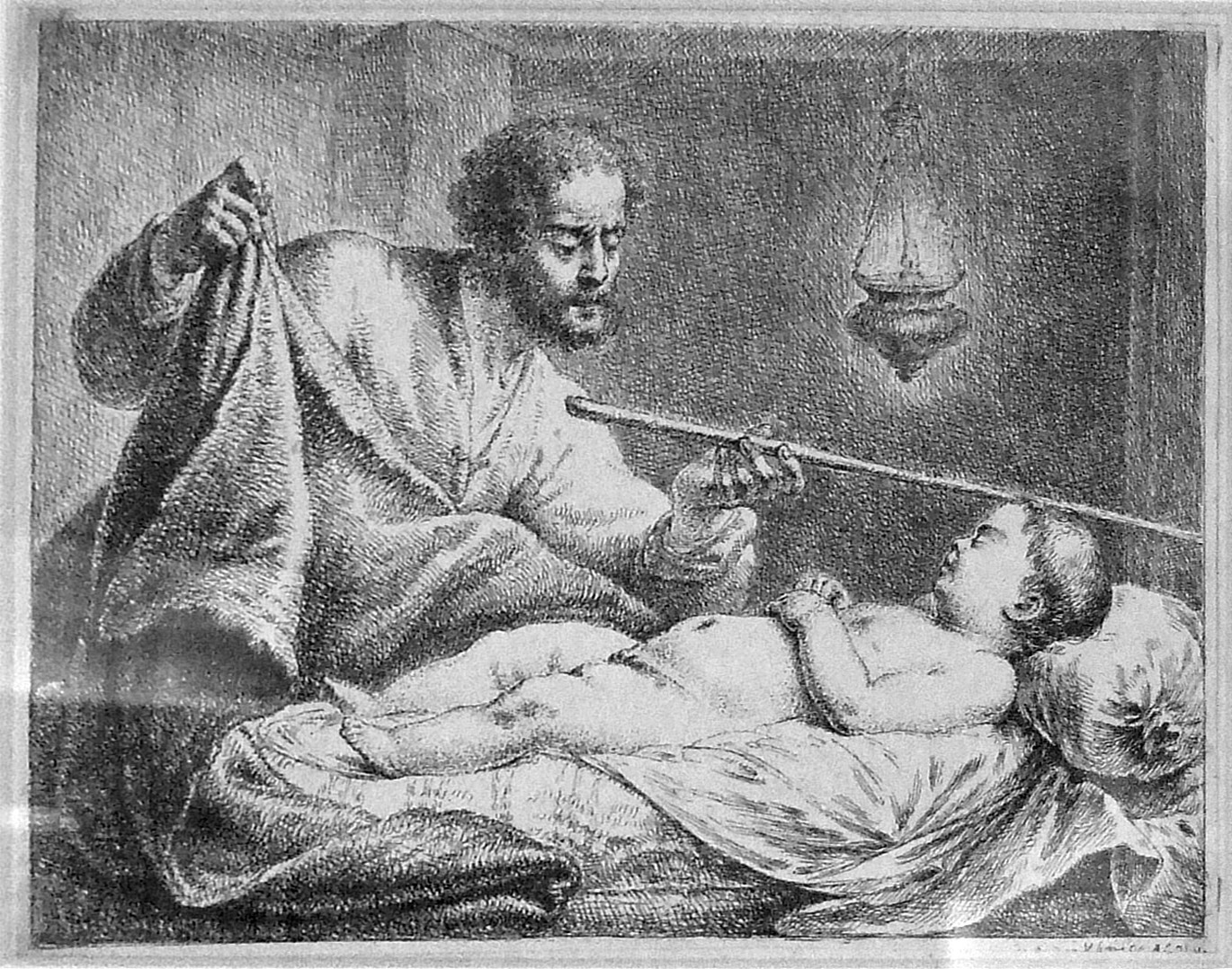
Guéhazi tente de réveiller le fils de la femme sunamite avec l'aide d'Élisée, gravure de Bernhard Rode avant 1780.
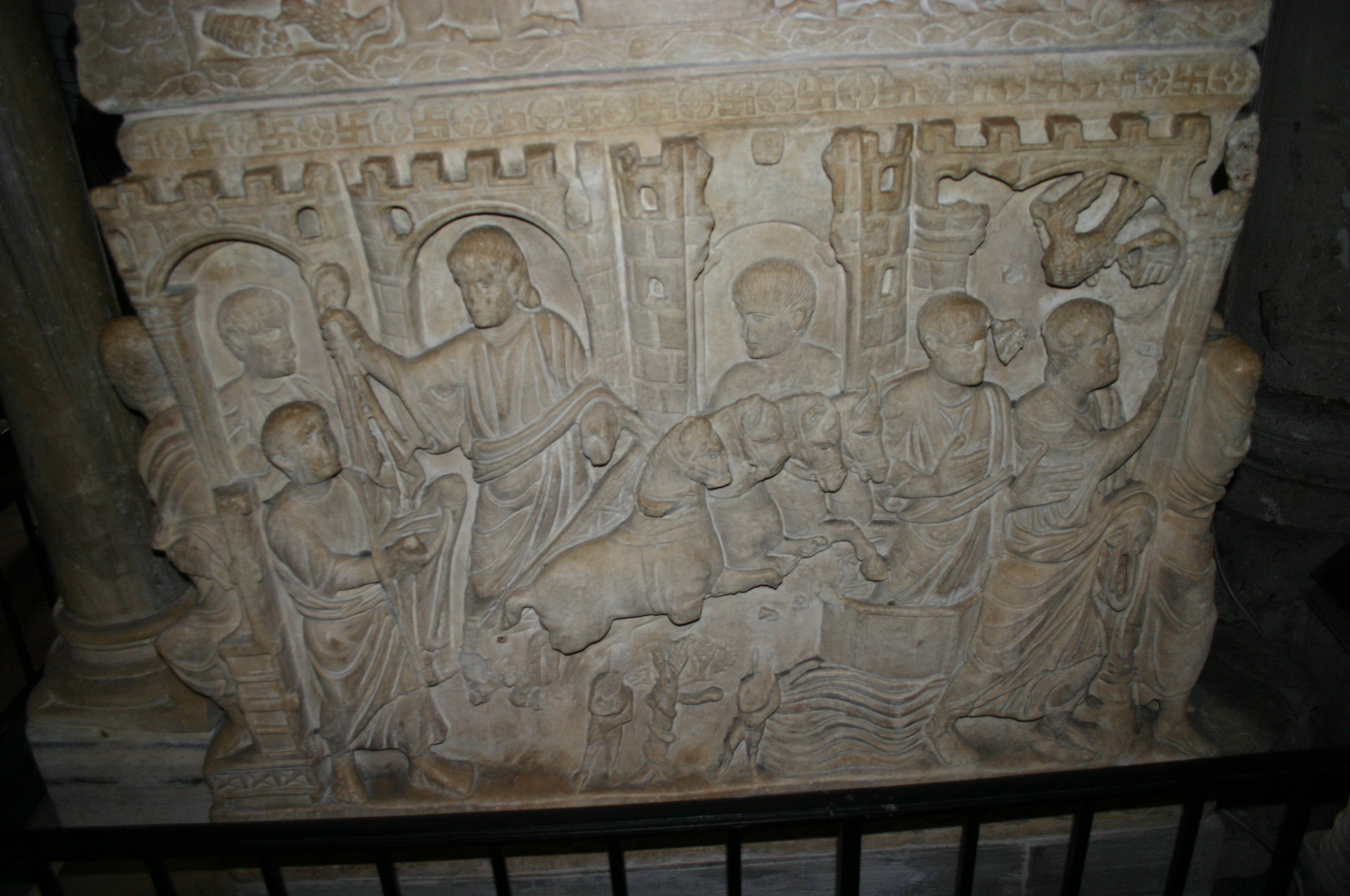
Le Prophète Élie emporté au ciel sur un char de feu donne son manteau à Élisée, Sarcophage de Stilicon, IVe siècle, Milan.